# Hazcam

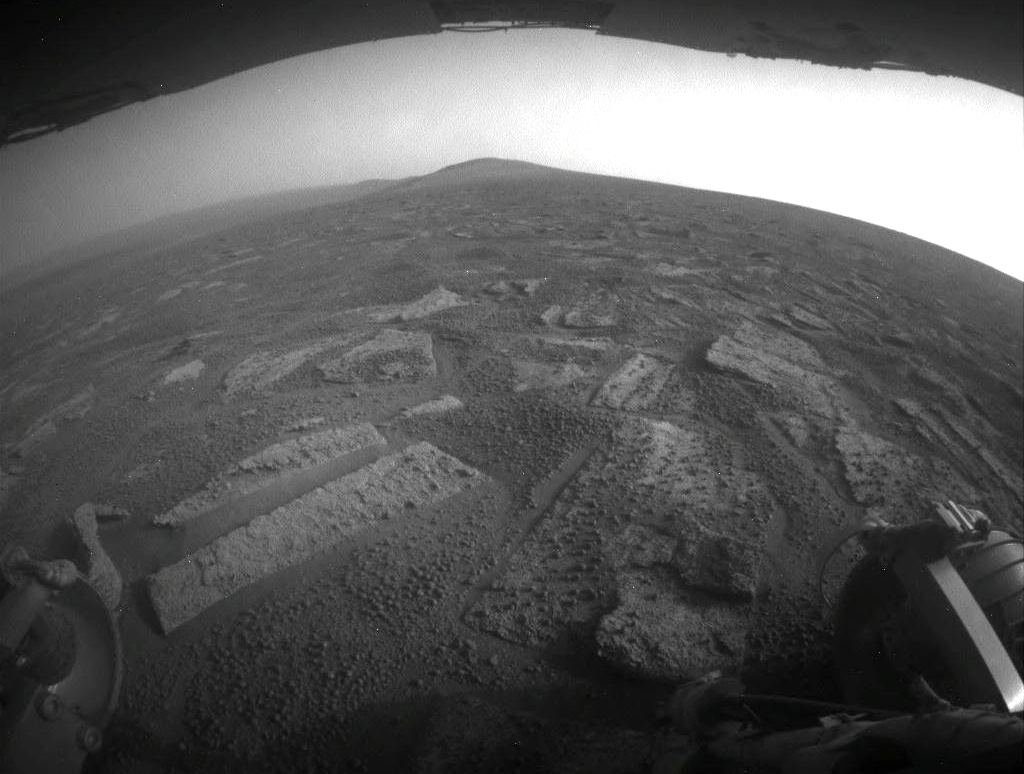
Imagen de la hazcam de la Bahía de Botany y el Punto Solander (2013)

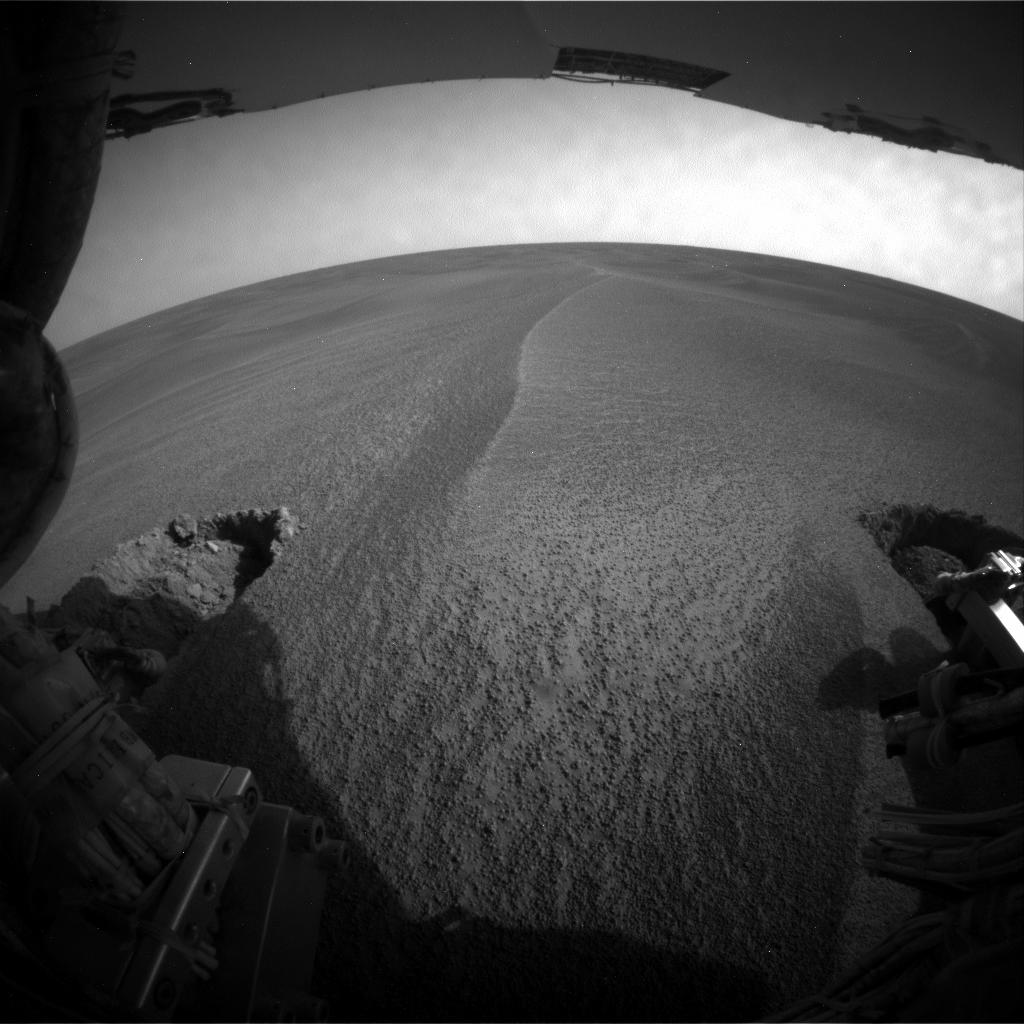
Las imágenes de la hazcam informaron a ingenieros de NASA que el rover Opportunity estaba atascado en una duna de arena.

Las hazcams (hazard avoidance cameras, «cámaras de evitación de obstáculos») son las cámaras fotográficas diseñadas específicamente para evitar peligros que se montaron en la parte frontal y trasera de los rover en las misiones de la NASA Spirit, Opportunity, Curiosity y Perseverance a Marte y en la parte frontal inferior de la misión del rover chino Yutu a la Luna.

## Visión general
Las hazcams del rover Curiosity son sensibles a la luz visible y devuelven imágenes en blanco y negro de 1024 × 1024 píxeles de resolución. Estas imágenes son utilizadas por el ordenador interno del rover para navegar de forma autónoma rodeando los peligros. Al estar situadas a ambos lados del vehículo, las imágenes tomadas simultáneamente por las dos cámaras delanteras o las dos traseras pueden utilizarse para elaborar un mapa 3D inmediato del entorno. Como las cámaras son fijas (es decir, no pueden moverse independientemente del rover), tienen un amplio campo de visión (aproximadamente 120° tanto en horizontal como en vertical) para permitir que sea visible una gran cantidad de terreno.
Se consideran cámaras de ingeniería, ya que no fueron diseñadas para ser utilizadas en experimentos científicos. El otro conjunto de cámaras de ingeniería en los rovers son las navcams. El aterrizaje seguro del Laboratorio Científico de Marte se confirmó inicialmente mediante las hazcams del vehículo.
Las hazcams del Perseverance están cualificadas para funcionar a las temperaturas de los polos de Marte y obtener imágenes correctamente en un rango de temperatura de 100 °C.